# Elektrokatalyse
Die Elektrokatalyse ist eine  heterogene Katalyse, durch die die Aktivierungsenergie elektrochemischer Reaktionen an einer Elektrodenoberfläche gesenkt wird. Sie gestattet in elektrochemischen Vorgängen hohe Ströme bei geringen Überspannungen. Bekannte Elektrokatalysatoren sind Platin und seine Metall-Legierungen, etwa für die Verwendung in Brennstoffzellen.
Siehe auch: Elektrochemische Kinetik.

## Brennstoffzelle
Eine Wasserstoff-Brennstoffzelle weist folgende Halbreaktionen auf:
| Reaktionsort                                 | Gleichung                                                       |
| -------------------------------------------- | --------------------------------------------------------------- |
| Anode (Oxidation / Elektronenabgabe)         | {\displaystyle \mathrm {2\ H_{2}\to 4\ H^{+}+4\ e^{-}} }        |
| Kathode (Reduktion / Elektronenaufnahme)     | {\displaystyle \mathrm {O_{2}+4\ H^{+}+4\ e^{-}\to 2\ H_{2}O} } |
| Gesamtreaktion: Redoxreaktion / Zellreaktion | {\displaystyle \mathrm {2\ H_{2}+O_{2}\to 2\ H_{2}O} }          |

Theoretisch kann eine solche Brennstoffzelle bei 25 °C einen Wirkungsgrad von 83 % aufweisen. Im Vergleich dazu weist eine Verbrennungsmaschine, die bei 500 °C betrieben wird, einen maximalen theoretischen Wirkungsgrad von 53 % auf.
Die genannten theoretisch möglichen Wirkungsgrade werden allerdings in der Praxis bei beiden Maschinenarten nicht erreicht. Auch hier ist der erzielte Wirkungsgrad bei der Erzeugung elektrischer Energie mittels einer Brennstoffzelle höher als der eines Verbrennungsmotors. Der Wirkungsgrad der Brennstoffzelle kann durch den Einsatz eines Elektrokatalysators verbessert werden.